# Wasserturm Steeger Straße
Der Wasserturm Steeger Straße ist ein stillgelegter, ehemaliger Wasserturm in der niederbergischen Stadt Velbert im Kreis Mettmann. Das Industriedenkmal mit einer Turmhöhe von 36 Metern gilt als eines der weithin sichtbaren Wahrzeichen der Stadt.

## Lage und Beschreibung
Der Wasserturm befindet sich in der Steeger Straße 35 im Velberter Stadtbezirk Mitte und liegt dort umgeben von mehrgeschossigen Wohnhäusern. 
Der Turmschaft besteht aus gelb-rotem Ziegelstein auf kreisförmigem Grundriss mit ornamentaler Gliederung. Geschmückt ist er etwa durch mehrere umlaufende Gesimse und Wappen im Schrägbalkenmotiv. Er verfügt über Halbbogenfenster. Darüber erhebt sich ein unverkleideter, genieteter Schmiedeeisenbehälter in Form des Intze-II-Behältertyps. Dieser wird bekrönt durch ein aufsitzendes Zeltdach mit achtseitiger Lüfterlaterne mit einer bemerkenswerten Zwiebelkuppel.

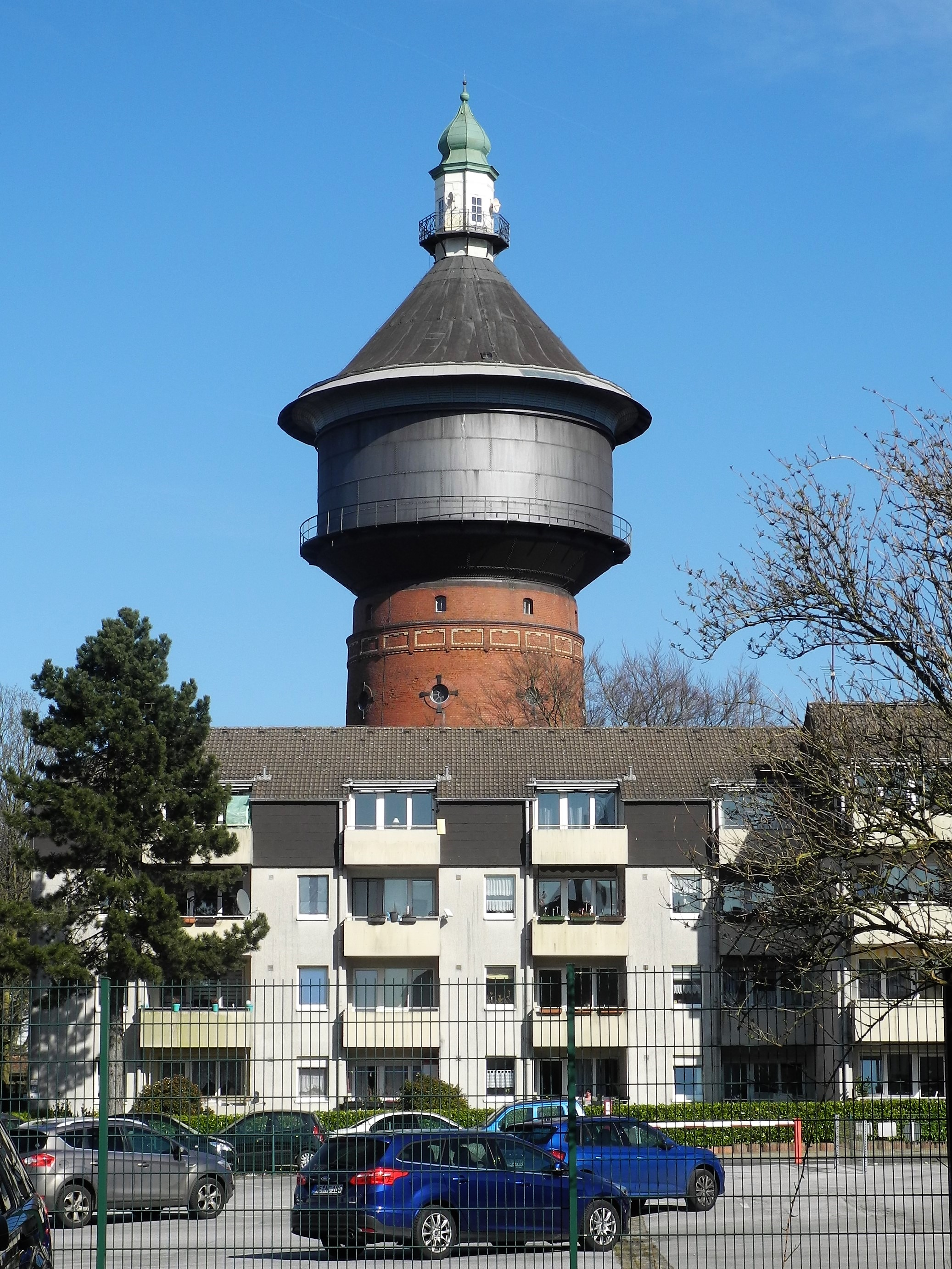
Turm mit Umgebungsbebauung (2022)
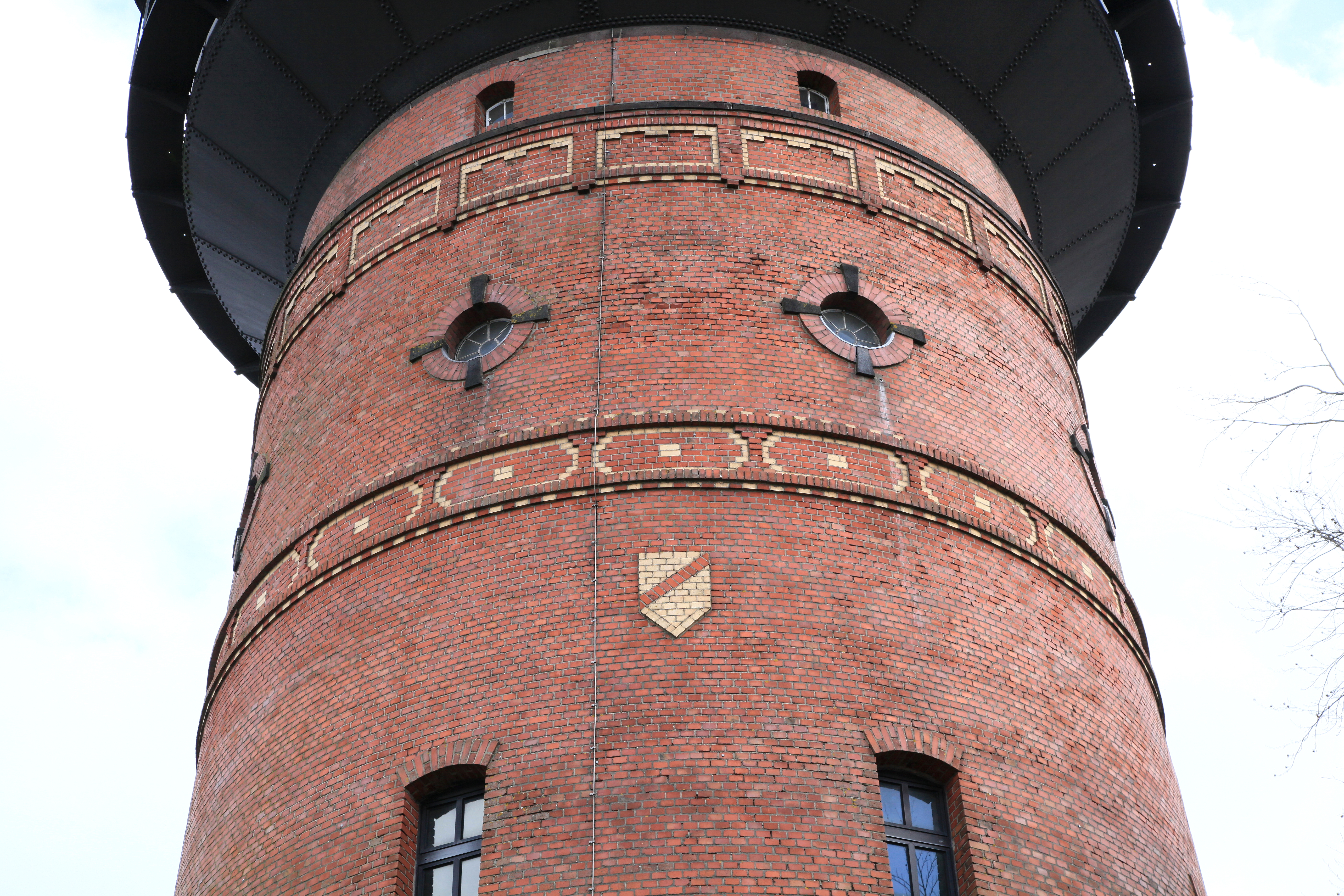
Turmschaft, Fassadendetails (2015)
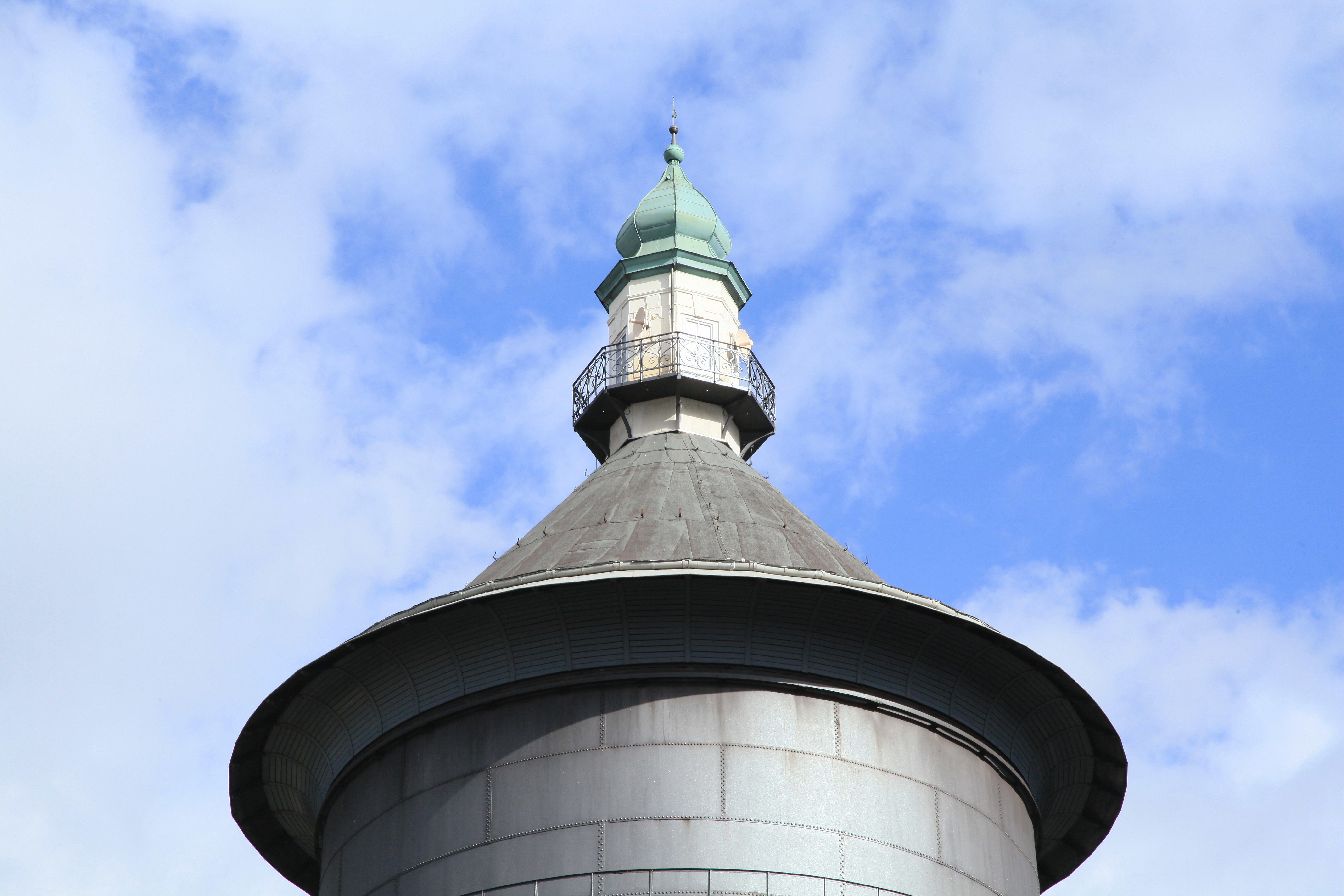
Kuppel, Detailansicht (2015)

## Geschichte
Nach der Gründung des Wasserwerks Essen-Kettwig und dem Bau eines ersten 250 cbm fassenden Wasserturms am Dalbecksbaum 1891 wurde erstmals eine zentrale Wasserversorgung der Stadt Velbert und ihrer 6000 Einwohner sichergestellt. Aufgrund einer weiter steigenden Wassernachfrage wurde ein zusätzlicher Wasserturm benötigt, der 1903/1904 von dem Ingenieur Otto Intze konstruiert und ausgeführt wurde. Er wurde mit einem Behältervolumen von 900 cbm an der damaligen Königsstraße (heute Steeger Straße) realisiert.
Die Kapazitäten der beiden Velberter Wassertürme waren durch die weiter steigende Bevölkerung in den 1950er Jahren ausgeschöpft. Daher wurde 1957/1958 mit dem später sogenannten BKS-Hochhaus ein neuer Wasserturm mit einem Fassungsvermögen von 3000 cbm errichtet. Der Wasserturm am Dalbecksbaum wurde anschließend abgerissen, der Wasserturm an der Steeger Straße blieb allerdings erhalten und wurde weiter genutzt. Am 1. Oktober 1997 wurde das Gebäude des Wasserturms Steeger Straße unter der Nummer 249 in die Denkmalliste der Stadt Velbert eingetragen.
Zwischen 2002 und 2003 wurden die Dachlaterne, der Wasserbehälter und die Spindeltreppe des Baudenkmals saniert. Im Jahr 2010 gaben die Stadtwerke Velbert den Wasserturm schließlich auf. Für das Objekt wurde ein Käufer gesucht, der es als Industriedenkmal erhalten sollte. Im Jahr 2023 wurde der Turm einen Privatmann verkauft, der das Gebäude durch verschiedenes Gewerbe und soziale Einrichtungen umnutzen möchte.